# Balling Sogn
Balling Sogn er et sogn i Salling Provsti (Viborg Stift).
I 1800-tallet var Volling Sogn anneks til Balling Sogn. Balling hørte til Rødding Herred, Volling til Hindborg Herred, begge i Viborg Amt. Balling-Volling sognekommune blev ved kommunalreformen i 1970 indlemmet i Spøttrup Kommune, som ved strukturreformen i 2007 indgik i Skive Kommune.
I Balling Sogn ligger Balling Kirke.
I sognet findes følgende autoriserede stednavne:
- Balling (bebyggelse)
- Balling Gårde (bebyggelse)
- Bilgrav (bebyggelse)
- Gust (bebyggelse, ejerlav)
- Nittrup (bebyggelse)
- Nyby (bebyggelse)
- Næsbæk (bebyggelse, ejerlav)
- Nørby (bebyggelse, ejerlav)
- Nørre Balling (bebyggelse, ejerlav)
- Sønder Balling (bebyggelse, ejerlav)
- Vrå (bebyggelse)

## Præster
- 1674-1704 Anders Albertsen Damb (provst)
- 1706-1736 Johan Hansen Hyphof
- 1736-1759 Jens Rasmussen Nyboe
- 1759-1774 Hans Frederick Laurberg
- 1774-1791 Niels Galthen Bering
- 1792-1825 Holger Kierulff
- 1825-1836 Jens Peter Schoubye
- 1836-1874 A. V. Henrichsen
- 1875-1883 Michael F.K. Blichfeldt
- 1883-1893 Eiler Thomsen Hagerup
- 1894-1908 D.F.V. Stensgaard
- 1908-1914 C.P. Pedersen
- 1915-1924 R.E.M. Jørgensen
- 1925-1958 Åge Jespersen
- 1959-1992 N.E. Sørensen (provst)
- 1992- Susanne Troelsgaard Nielsen